# Vicki Michelle
Vicki Michelle (Reino Unido, 14 de Dezembro de 1950) é uma actriz inglesa.
É mais conhecida pelo seu trabalho na série cómica de televisão 'Allo 'Allo! onde interpretava a personagem Yvette.

## Biografia
Participou no filme inglês de terror de 1972 Virgin Witch, bem como no papel de Glenys em 1976 the Likely Lads. 

## Filmografia
- Virgin Witch (1972)
- Alfie Darling (1975)
- En la cresta de la ola (1975)
- The Likely Lads (1976)
- Queen Kong (1976)
- The Sentinel (1977)
- The Greek Tycoon (1980)
- George and Mildred (1980)
- Sweet William (1980)
- The Colour of Funny (1999)
- Resentment (2009)